# Anceaumeville
Anceaumeville [ɑ̃somvil] est une commune française située dans le département de la Seine-Maritime, en région Normandie.

## Géographie

### Description
Anceaumeville est un village périurbain du pays de Rouen ou Rouënnais situé à 14 km au nord de Rouen.
Il se trouve dans l'aire d'attraction de Rouen, ainsi que dans la zone d'emploi et dans le bassin de vie de la métropole normande.

### Localisation
Les communes limitrophes sont  Clères, Fresquiennes, Mont-Cauvaire, Montville et Sierville.

### Géologie et relief
La superficie  communale est de 4,68 km2 et son altitude moyenne est de 165 mètres environ.. Sa latitude est de 49.575 degrés nord et sa longitude de 1.065 degrés est.
Trois petites vallées forment le relief de la commune.

### Hydrographie
La commune est située dans le bassin Seine-Normandie. Elle est drainée par la Clérette et un de ses bras,.

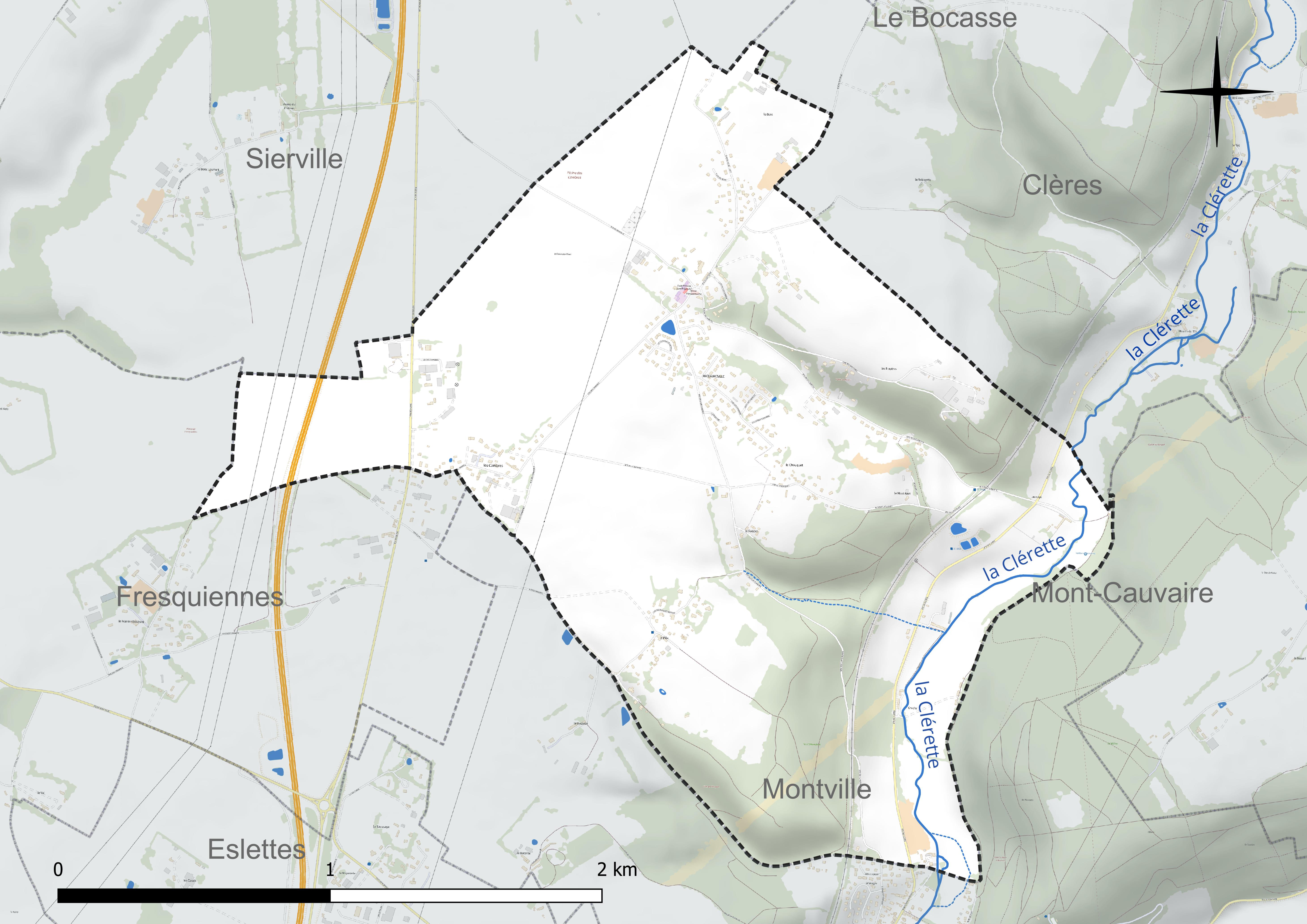
Réseau hydrographique d'Anceaumeville.

### Climat
Pour des articles plus généraux, voir Climat de la Normandie et Climat de la Seine-Maritime.
En 2010, le climat de la commune est de type climat océanique dégradé des plaines du Centre et du Nord, selon une étude du CNRS s'appuyant sur une série de données couvrant la période 1971-2000. En 2020, Météo-France publie une typologie des climats de la France métropolitaine dans laquelle la commune est exposée à un climat océanique et est dans la région climatique Côtes de la Manche orientale, caractérisée par un faible ensoleillement (1 550 h/an) ; forte humidité de l’air (plus de 20 h/jour avec humidité relative > 80 % en hiver), vents forts fréquents. Parallèlement le GIEC normand, un groupe régional d’experts sur le climat, différencie quant à lui, dans une étude de 2020, trois grands types de climats pour la région Normandie, nuancés à une échelle plus fine par les facteurs géographiques locaux. La commune est, selon ce zonage, exposée à un « climat maritime », correspondant au Pays de Caux, frais, humide et pluvieux, légèrement plus frais que dans le Cotentin.
Pour la période 1971-2000, la température annuelle moyenne est de 10,1 °C, avec une amplitude thermique annuelle de 13,7 °C. Le cumul annuel moyen de précipitations est de 891 mm, avec 13,5 jours de précipitations en janvier et 8,6 jours en juillet. Pour la période 1991-2020, la température moyenne annuelle observée sur la station météorologique la plus proche, située sur la commune de Rouen à 15 km à vol d'oiseau, est de 12,6 °C et le cumul annuel moyen de précipitations est de 817,9 mm,. Pour l'avenir, les paramètres climatiques de la commune estimés pour 2050 selon différents scénarios d'émission de gaz à effet de serre sont consultables sur un site dédié publié par Météo-France en novembre 2022.

## Urbanisme

### Typologie
Au 1er janvier 2024, Anceaumeville est catégorisée commune rurale à habitat dispersé, selon la nouvelle grille communale de densité à sept niveaux définie par l'Insee en 2022.
Elle est située hors unité urbaine. Par ailleurs la commune fait partie de l'aire d'attraction de Rouen, dont elle est une commune de la couronne,. Cette aire, qui regroupe 317 communes, est catégorisée dans les aires de 200 000 à moins de 700 000 habitants,.

### Occupation des sols

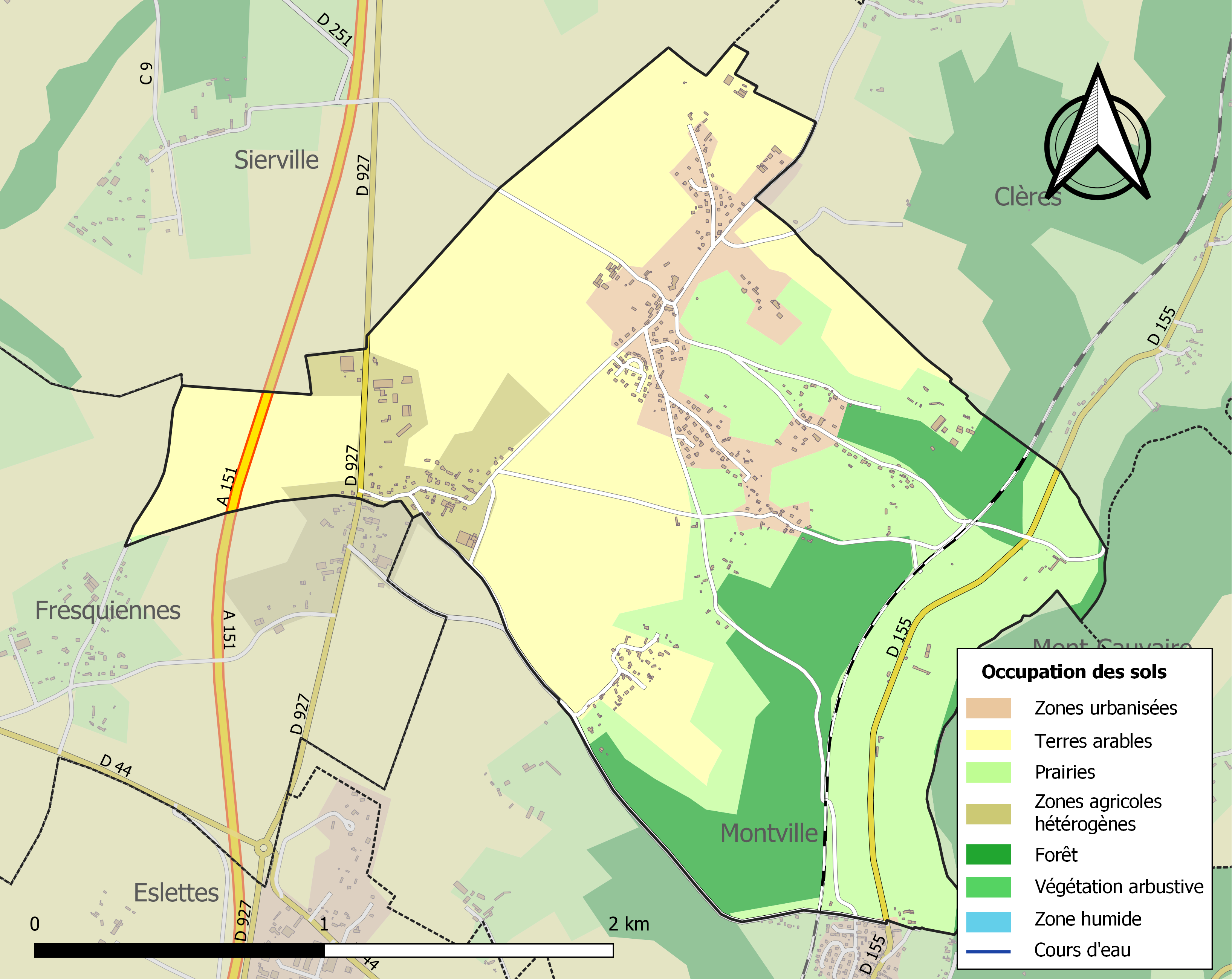
Carte des infrastructures et de l'occupation des sols de la commune en 2018 (CLC).

L'occupation des sols de la commune, telle qu'elle ressort de la base de données européenne d’occupation biophysique des sols Corine Land Cover (CLC), est marquée par l'importance des territoires agricoles (75,5 % en 2018), une proportion sensiblement équivalente à celle de 1990 (75,3 %).
La répartition détaillée en 2018 est la suivante : terres arables (40,5 %), prairies (29,6 %), forêts (16,2 %), zones urbanisées (8,4 %), zones agricoles hétérogènes (5,4 %).
L'évolution de l’occupation des sols de la commune et de ses infrastructures peut être observée sur les différentes représentations cartographiques du territoire : la carte de Cassini (XVIIIe siècle), la carte d'état-major (1820-1866) et les cartes ou photos aériennes de l'IGN pour la période actuelle (1950 à aujourd'hui).

### Logement
En 2021, le nombre total de logements dans la commune était de 282, alors qu'il était de 264 en 2016 et de 258 en 2011.
Parmi ces logements, 95,7 % étaient des résidences principales, 1,1 % des résidences secondaires et 3,2 % des logements vacants. Ces logements étaient pour 99,3 % d'entre eux des maisons individuelles et pour 0,3 % des appartements.
Le tableau ci-dessous présente la typologie des logements à Anceaumeville en 2021 en comparaison avec celle de la Seine-Maritime et de la France entière. Une caractéristique marquante du parc de logements est ainsi la faible proportion des résidences secondaires et logements occasionnels (1,1 %) par rapport au département (4,1 %) et à la France entière (9,7 %).
| Typologie                                               | Anceaumeville | Seine-Maritime | France entière |
| ------------------------------------------------------- | ------------- | -------------- | -------------- |
| Résidences principales (en %)                           | 95,7          | 88             | 82,2           |
| Résidences secondaires et logements occasionnels (en %) | 1,1           | 4,1            | 9,7            |
| Logements vacants (en %)                                | 3,2           | 7,9            | 8,1            |

### Voies de communication et transports
La commune est desservie par la RD 927.
Le territoire communal est traversé par la ligne de Malaunay - Le Houlme à Dieppe dont la station de chemin de fer la plus proche est la gare de Montville, desservie par des  trains TER Normandie reliant Rouen-Rive-Droite à Dieppe, ainsi que par l'autoroute A151.

## Toponymie
Le nom de la localité est attesté sous les formes latinisées Anselmi  villam (Cartulaire de Trinité du Mont, no 1, page 2 ; édition A. Deville, page 422), ou Anselmivillam en 1030, Herberti de Anselmivilla vers 1055 (Adigard des Gautries 1956 p. 124) et en 1091 (Deville, Sainte-Catherine 464), puis romanes Anseaumeville en 1319 (Archives départementales de la Seine-Maritime, G. 3267), Ansiaumeville entre 1392 et 1431 ; Anseaumeville en 1715 ; Anceaumeville en 1757.
Il s'agit d'une formation toponymique en -ville, élément dont le sens ancien est « domaine rural » (voir villa rustica et vilain). Il est précédé, selon le cas général, d'un anthroponyme,. Les toponymistes identifient le nom de personne germanique Anselmus (comprendre Anselme, la désinence -us latinise dans les textes rédigés en latin médiéval) ou, sous sa forme germanique d'origine, Anshelm (cf. vieux haut allemand Anshelm) qui est en allemand un zweigliedriger Rufname, qui veut dire en français « nom usuel en deux parties », composé des éléments ans- « divinité » + -helm « casque »). Il se perpétue dans les noms de familles Anselme, Anseaume, Ansiaume, Anserme, ainsi que dans le prénom Anselme (forme savante),.
Remarques : la forme normande Ansiaumeville attestée au XIVe – XVe siècle ne s'est pas maintenue, contrairement à la graphie aberrante Anceaumeville actuelle qui apparait vers le milieu du XVIIIe siècle.

## Histoire

### Moyen Âge
Durant le Haut Moyen Âge, des cercueils, des vases ainsi que des objets en fer et en bronze datant probablement de l'époque carolingienne, témoignent d'une occupation du territoire,.
Au XIe siècle, dès 1030, Anceaumeville est placée, avec son église et son moulin, sous le patronage de l'abbaye Sainte-Catherine-du-Mont par Robert le Magnifique,, puis des chartreux de Gaillon au XVIIe siècle jusqu'en 1790. Un autre document témoigne de l’intégration de la cure d'Anceaumeville au doyenné rural de Pavilly.
En 1091, Herbert d'Anseaumeville fait son apparition sous le règne de Guillaume le Roux,, la noblesse normande s'étant liée à celle d'Angleterre (voir baronnage anglo-normand).

### Temps modernes
Durant l'Ancien Régime, la paroisse d'Anceaumeville était comprise dans la baronnie de Montville.
En 1717, Claude-Maur d'Aubigné, archevêque de Rouen, réalise une visite pastorale dans la paroisse. Il dresse un état des lieux qui nous informe de l'état de l'intérieur de l'église ainsi que d'un enseignement pour les garçons et les filles octroyé dans le presbytère, sous l'égide respectivement du curé et d'une femme de la confrérie de la charité de St Gilles et St Martin.
En 1726, Alexandre Bigot, baron de Montville, engage deux sœurs "gratuites et charitables"  chargées d'instruire les jeunes filles tant de la paroisse de Montville, d'Anceaumeville, Eslettes et du Tot  "à lire et de leurs devoirs et exercice de religion ainsi que des ouvrages convenables à leur sexe".
Au début des années 1780, intervient le transfèrt dans la paroisse d'Anceaumeville du relais de poste, auparavant situé à Fresquiennes.

### Révolution française et Empire
Durant la Révolution française, la commune est rattachée au district de Rouen et au canton de Montville.
Le 6 février 1791, Joseph Thorel de Nollet, vicaire de la paroisse depuis neuf ans, est nommé curé. Il refusa de prêter serment après la grand-messe dominicale, avant de s'exiler en Angleterre.
Le 14 thermidor an IV (1er août 1796), le presbytère est vendu par adjudication.
En 1802, la cure est réunie à Montville jusqu’en 1869. Durant cette période, l’église du village n'a que la qualité de chapelle et est desservie par le vicaire de Montville.
En 1813, l'établissement d'une chapelle dépendante de la succursale de Montville y est autorisé.

### Époque contemporaine
En 1818, la commune est desservie par des services de transports en diligence puis de tournées de facteurs ruraux en 1830.
Le 29 novembre 1824, Hyppolite Boissel, Baron de Montville, demande l’autorisation pour l’établissement d’une usine à l’usage de papeterie sur la rivière de Clères, au hameau de Gruchy.
En 1833, durant la monarchie de Juillet, le conseil municipal dépasse le champ d'application de la loi Guizot adoptée la même année et décide d'établir une école primaire gratuite et mixte, dans l'ancien presbytère. Avant cette date, l'instruction religieuse des garçons était assurée par le vicaire de Montville, distinctement de celle des filles, assurée par une femme. Le déplacement de l'école en face de l'église (dans une maison servant jusqu'alors de café-épicerie) en 1865 permet de rendre au presbytère ses fonctions de maison curiale en 1866.
En 1845, une violente tornade (classée F5 sur l'échelle de Fujita) en provenance de Montville, frappe Anceaumeville, arrachant des arbres et toitures (dont celle du maire de l'époque, M. Duval). Mort des jeunes Désirée Valtier, 17 ans, et Caroline Théodore, 22 ans, ouvrières aux filatures et décédées des suites de la tornade.
En 1848, la ligne Rouen - Dieppe, traversant la commune d'Anceaumeville sans s'y arrêter, est mis en service par la Compagnie des chemins de fer de Dieppe et de Fécamp. Fermeture du relai de Poste aux chevaux la même année. Forte instabilité politique de la commune.
Évode Chevalier est élu le 12 août 1876 maire d'Anceaumeville puis de Montville. Il fait construire la mairie-école en 1880 et fait agrandir l'église.

Anceaumeville au tout début du XXe siècle.
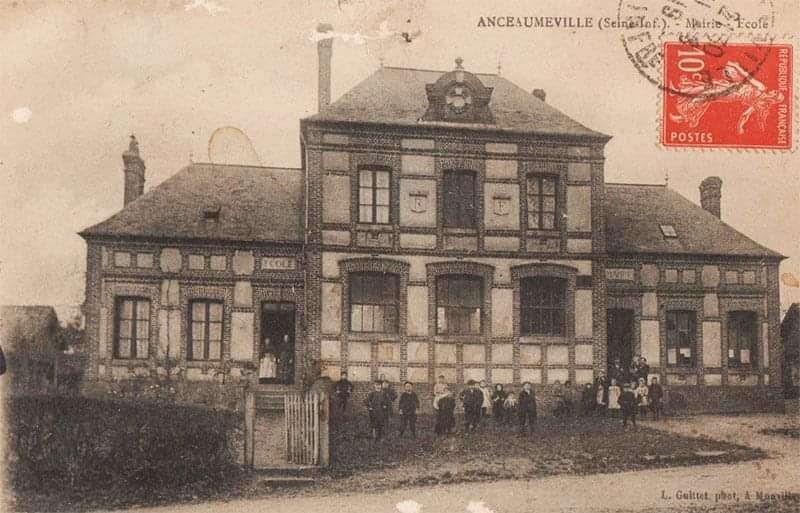
La mairie-école.
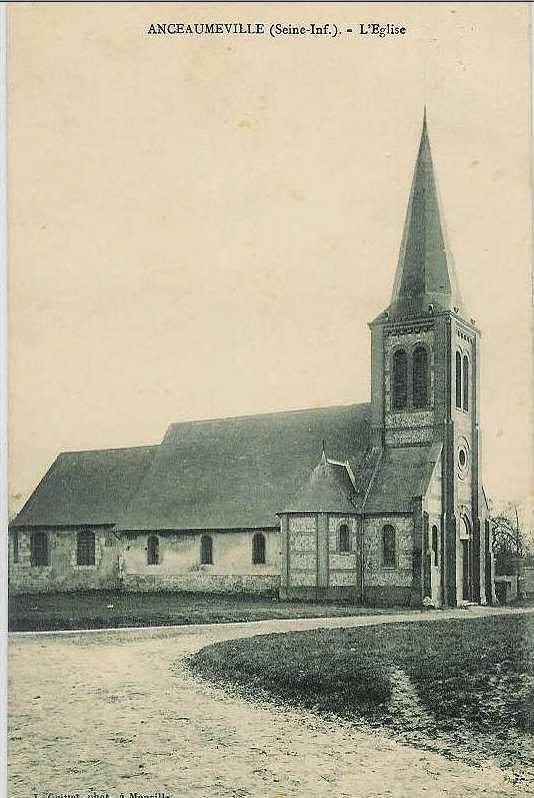
L'église.

## Politique et administration

### Rattachements administratifs et électoraux
Rattachements administratifs
La commune se trouve dans l'arrondissement de Rouen du département de la Seine-Maritime.
Elle faisait partie  du canton de Bois-Guillaume. Dans le cadre du redécoupage cantonal de 2014 en France, cette circonscription administrative territoriale a disparu, et le canton n'est plus qu'une circonscription électorale.
Rattachements électoraux
Pour les élections départementales, la commune fait partie depuis 2014 d'un nouveau canton de Bois-Guillaume,.
Pour l'élection des députés, elle fait partie de la deuxième circonscription de la Seine-Maritime.

### Intercommunalité
Anceaumeville était membre de la communauté de communes des Portes Nord-Ouest de Rouen, un établissement public de coopération intercommunale (EPCI) à fiscalité propre créé fin 2002 et auquel la commune avait transféré un certain nombre de ses compétences, dans les conditions déterminées par le code général des collectivités territoriales.
Dans le cadre de la  loi portant nouvelle organisation territoriale de la République (loi NOTRe) du 7 août 2015 prescrivant la constitution d'intercommunalités d'au moins 15 000 habitants, sauf exception), cette intercommunalité a fusionné avec ses voisines pour former, le 1er janvier 2017, la communauté de communes Inter-Caux-Vexin.

### Liste des maires
| Période                                  | Période                        | Identité                   | Étiquette   | Qualité                                                                                           |
| ---------------------------------------- | ------------------------------ | -------------------------- | ----------- | ------------------------------------------------------------------------------------------------- |
| Les données manquantes sont à compléter. |                                |                            |             |                                                                                                   |
| 1793                                     | 1794                           | Jacques Laurent            |             |                                                                                                   |
| 1808                                     | 1813                           | André Leseigneur           |             | Propriétaire, cultivateur                                                                         |
| 1813                                     | 1815                           | Pierre Simon               |             | Couvreur en paille, fonctionnaire                                                                 |
| 1815                                     | 1821                           | André Leseigneur           |             | Propriétaire, cultivateur                                                                         |
| 1821                                     | 1834                           | Jacques Barthélémy Laurent |             | Cultivateur, maître de poste, propriétaire                                                        |
| 1834                                     | 1840                           | Charles Sédille            |             | Filateur, capitaine de la garde                                                                   |
| 1840                                     | 1870                           | Pierre Duval               |             | Papetier au moulin de Gruchy                                                                      |
| 1871                                     | 1876                           | Jules Laurent              |             |                                                                                                   |
| 12 août 1876                             | 18 mai 1884                    | Evode Chevalier            | Républicain | filateur, cultivateur Conseiller général de Clères (1883 → 1889) Maire de Montville (1884 → 1896) |
| 1884                                     | 1890                           | Jules Laurent              |             |                                                                                                   |
| 1890                                     | 1892                           | Amédée Duval               |             | Fils de Pierre Duval, papetier au moulin de Gruchy                                                |
| 1892                                     | 1908                           | Louis Chantepie            |             | Négociant en grains                                                                               |
| 1908                                     | 1911                           | Charles Evode Chevalier    |             | Démissionnaire                                                                                    |
| 1911                                     | 1919                           | Pierre Gest                |             |                                                                                                   |
| 1919                                     | 1924                           | Séverin Quesnel            |             |                                                                                                   |
| 1924                                     | 1942                           | Adolphe Lefaux             |             |                                                                                                   |
| 1942                                     | 1961                           | Raymond Alexandre          |             |                                                                                                   |
| 1961                                     | mars 1989                      | Georges Saucé              |             |                                                                                                   |
| mars 1989                                | mars 2001                      | Jean-Yves Flaux            | PCF         | Professeur des écoles spécialisé                                                                  |
| mars 2001                                | 2014                           | Christophe Jobard          | SE          | Ingénieur                                                                                         |
| 2014                                     | 2022                           | Jean-Marie Langlois        |             | Retraité salarié privé                                                                            |
| novembre 2022                            | décembre 2022                  | Charlotte Alexandre        |             | Démissionnaire                                                                                    |
| janvier 2023,                            | En cours (au 30 novembre 2023) | Yves Foucault              |             |                                                                                                   |

## Équipements et services publics

### Enseignement
La commune relève de l'académie de Normandie.
La commune dispose d'un groupe scolaire nommé Camille Claudel.

## Population et société

### Démographie

#### Évolution démographique
L'évolution du nombre d'habitants est connue à travers les recensements de la population effectués dans la commune depuis 1793. Pour les communes de moins de 10 000 habitants, une enquête de recensement portant sur toute la population est réalisée tous les cinq ans, les populations de référence des années intermédiaires étant quant à elles estimées par interpolation ou extrapolation. Pour la commune, le premier recensement exhaustif entrant dans le cadre du nouveau dispositif a été réalisé en 2005.

En 2022, la commune comptait 693 habitants, en évolution de +6,29 % par rapport à 2016 (Seine-Maritime : +0,35 %, France hors Mayotte : +2,11 %).
| 1793 | 1800 | 1806 | 1821 | 1831 | 1836 | 1841 | 1846 | 1851 |
| ---- | ---- | ---- | ---- | ---- | ---- | ---- | ---- | ---- |
| 415  | 297  | 340  | 370  | 450  | 500  | 481  | 527  | 450  |

| 1856 | 1861 | 1866 | 1872 | 1876 | 1881 | 1886 | 1891 | 1896 |
| ---- | ---- | ---- | ---- | ---- | ---- | ---- | ---- | ---- |
| 450  | 415  | 402  | 370  | 384  | 376  | 339  | 333  | 359  |

| 1901 | 1906 | 1911 | 1921 | 1926 | 1931 | 1936 | 1946 | 1954 |
| ---- | ---- | ---- | ---- | ---- | ---- | ---- | ---- | ---- |
| 388  | 399  | 422  | 307  | 310  | 292  | 295  | 326  | 349  |

| 1962 | 1968 | 1975 | 1982 | 1990 | 1999 | 2005 | 2006 | 2010 |
| ---- | ---- | ---- | ---- | ---- | ---- | ---- | ---- | ---- |
| 317  | 350  | 367  | 521  | 566  | 714  | 668  | 667  | 699  |

| 2015 | 2020 | 2022 | - | - | - | - | - | - |
| ---- | ---- | ---- | - | - | - | - | - | - |
| 655  | 689  | 693  | - | - | - | - | - | - |

#### Pyramide des âges
En 2018, le taux de personnes d'un âge inférieur à 30 ans s'élève à 32,2 %, soit en dessous de la moyenne départementale (36,5 %). À l'inverse, le taux de personnes d'âge supérieur à 60 ans est de 29,5 % la même année, alors qu'il est de 26,0 % au niveau départemental.
En 2018, la commune comptait 336 hommes pour 325 femmes, soit un taux de 50,83 % d'hommes, largement supérieur au taux départemental (48,10 %).
Les pyramides des âges de la commune et du département s'établissent comme suit.
| Hommes | Classe d’âge | Femmes |
| ------ | ------------ | ------ |
| 0,3    | 90 ou +      | 0,6    |
| 7,1    | 75-89 ans    | 8,6    |
| 22,9   | 60-74 ans    | 19,5   |
| 18,9   | 45-59 ans    | 21,2   |
| 17,7   | 30-44 ans    | 18,9   |
| 13,7   | 15-29 ans    | 14,7   |
| 19,4   | 0-14 ans     | 16,5   |

| Hommes | Classe d’âge | Femmes |
| ------ | ------------ | ------ |
| 0,7    | 90 ou +      | 1,8    |
| 6,7    | 75-89 ans    | 9,6    |
| 16,7   | 60-74 ans    | 18     |
| 19,4   | 45-59 ans    | 19     |
| 18,5   | 30-44 ans    | 17,5   |
| 19,2   | 15-29 ans    | 17,4   |
| 18,9   | 0-14 ans     | 16,7   |

### Manifestations culturelles et festivités
- Fête de la Saint-Gilles le 1er dimanche de septembre.

## Économie

### Revenus de la population et fiscalité
Le revenu médian de la commune en 2016 s'élève à 22 528 € annuels, un total plus élevé (+13,86 %) que le revenu médian national (19 785 €). La localité compte 27,6 % de foyers fiscaux non imposables. Le revenu médian annuel des habitants de Anceaumeville était de 23 779 euros en 2017. C'est 14,27 % de plus que dans l’ensemble de la France métropolitaine (20 809 euros).
Au niveau des impôts locaux, les foyers fiscaux d'Anceaumeville s'acquittent en moyenne d'une taxe de 839 €, soit un résultat plus élevé que la moyenne du département (827 € par foyer fiscal). Le produit total des impôts locaux collecté par Anceaumeville s'élève à 271 000 €. Concernant l'impôt sur le revenu, la population est taxée à hauteur de 1 436 € en moyenne et par foyer. Il s'agit d'un chiffre plus élevé que l'impôt moyen du département (1 211 €).
Les habitants d'Anceaumeville (Seine-Maritime) déclarent en 2019 des revenus annuels de 2 938 € par mois pour un foyer fiscal moyen, soit 35 256 € par an et par foyer.
La taxe d'habitation communale en 2019 était à un taux de 28,94 %, plaçant la commune en 148e position dans le classement national.

### Emploi
Le taux de chômage dans la zone d’emploi d'Anceaumeville au premier trimestre 2020 est de 8 % (la moyenne est de 8,1 % au quatrième trimestre 2019 en France métropolitaine).

## Culture locale et patrimoine

### Lieux et monuments
- Église Notre-Dame-et-Saint-Martin d'Anceaumeville[51],[52]
L'édifice (qui a été profondément remaniée au fil des siècles) est de plan allongé avec un seul vaisseau. La tour-clocher surmontée d'une flèche polygonale sert d’entrée à cet édifice. Ses murs sont en calcaire, silex, grès, brique, moellon, brique avec pierre en remplissage ainsi que de l'enduit. Le toit est à double pente en ardoise et s’achève en croupe jusqu'au chevet circulaire. Le grand volume principal de la nef est accolé à d'autres parties plus modestes (sacristie) ou importantes [comme la tour-clocher]. Le baptistère, en pierre, date du XIIIe siècle, et a été retaillé sous le règne de Louis XIV. Le portail et le pignon ont été édifiés en 1781, et la nef renferme des parties du XVIe siècle. 
En 1792, l'église d'Anceaumeville possédait deux cloches. L'une d'elles, d'un poids de 505 livres (soit environ 229 kg), est réquisitionnée pour les besoins de la Nation durant la Révolution française. La cloche restée seule dans le clocher a été refondue en 1807. 
 L'église comporte deux chapelles : l'une dédiée au Sacré-Cœur, l'autre à Notre-Dame-de-Bon-Secours. Sa cloche, nommée Julie-Marie-Hyacynthe, fut bénite en 1873 en remplacement de la précédente. On peut y lire gravé dessus : « J'étais mortellement blessée ; J'ai été guérie et augmentée aux frais de ma marraine »[53].
L’église est également rénovée en 1990, car un orage s'est abattu sur le clocher. L’église est dédiée à la sainte Vierge et à saint Martin, et possède un pèlerinage de saint Gilles, fixé au 1er septembre pour la guérison des enfants boiteux.

- Ruines d'un château du XIXe siècle autrefois habité par Adolphe Debouïs, docteur en médecine[54], cofondateur de la Société botanique de France[55],[56] et son parent éloigné Evode Chevalier. Le bâtiment est reconstruit en 2018 par son descendant Sébastien Champallou.
- Manoir de la ferme des Murs[57], propriété construite sur une ancienne vavassorie, datant des XVIIe et XVIIIe siècles. Elle abritait un colombier du XVIIIe siècle et un magasin d'antiquités en lieu et place de l'actuel lotissement.
- Maisons et fermes anciennes[58],[59].

## Pour approfondir